# اندیس شور آب
شور آب یک اندیس فلزی است که در حوالی شهر موسویه استان خراسان قرار دارد و مادهٔ معدنی موجود در آن، مس است.سنگ میزبان این اندیس شیل ، ماسه سنگ است و دیرینگی آن به دوران ژوراسیک می‌رسد. در این اندیس، پاراژنز‌های بورنیت ، کالکوسیت، مالاکیت ، آزوریت ، کوارتز یافت می‌شوند.